# マリンポスト
有限会社マリンポスト（英: Malin Post Production.）は、日本のポストプロダクション会社。1978年に設立され、映画を中心に、主にVFXやクレジットタイトルの製作を請け負っている。
社名にある「マリン」（Malin）は、「マレーシア」と「インドネシア」を合わせた造語。

## 概要・沿革
- 1978年3月1日：創業。東京都調布市国領町の東映ラボ（東映化学）内にて設立。東南アジアのポストプロダクションを開始[2][4][3][5]。
- 1983年：マレーシア、シンガポールのシェア9割を獲得し、特殊効果の開発、PR映画の受注を開始[2][4][3]。
- 1987年10月：本社を現在の調布市多摩川に移転。『竹取物語』を皮切りに、日本映画界に特殊効果とタイトルで参入[2][4][3][5]。
- 1994年：デジタル処理システム完成[2][4]。
- 1996年3月：法人化[2][4]。

## VFXでの参加作品

### 映画
| 公開年 | タイトル                                                                                    |
| ------ | ------------------------------------------------------------------------------------------- |
| 1988年 | 未来忍者 慶雲機忍外伝                                                                       |
| 1989年 | もっともあぶない刑事                                                                        |
| 1989年 | ゴジラvsビオランテ                                                                          |
| 1991年 | ゴジラvsキングギドラ                                                                        |
| 1992年 | ゴジラvsモスラ                                                                              |
| 1993年 | ゴジラvsメカゴジラ                                                                          |
| 1994年 | ゴジラvsスペースゴジラ                                                                      |
| 1995年 | ゴジラvsデストロイア                                                                        |
| 1998年 | らせん                                                                                      |
| 1999年 | ゴジラ2000 ミレニアム                                                                       |
| 1999年 | 梟の城                                                                                      |
| 2000年 | ゴジラ×メガギラス G消滅作戦                                                                 |
| 2000年 | ジュブナイル                                                                                |
| 2000年 | バトル・ロワイアル                                                                          |
| 2001年 | 千年の恋 ひかる源氏物語                                                                     |
| 2001年 | ゴジラ・モスラ・キングギドラ 大怪獣総攻撃                                                   |
| 2002年 | リターナー                                                                                  |
| 2002年 | ゴジラ×メカゴジラ                                                                           |
| 2003年 | スパイ・ゾルゲ                                                                              |
| 2003年 | ゴジラ×モスラ×メカゴジラ 東京SOS                                                            |
| 2004年 | NIN×NIN 忍者ハットリくん THE MOVIE                                                          |
| 2004年 | 父と暮せば                                                                                  |
| 2004年 | キューティーハニー                                                                          |
| 2004年 | 下弦の月～ラスト・クォーター                                                                |
| 2004年 | 雨鱒の川                                                                                    |
| 2005年 | ローレライ                                                                                  |
| 2005年 | 戦国自衛隊1549                                                                              |
| 2005年 | 電車男                                                                                      |
| 2005年 | 深紅                                                                                        |
| 2005年 | 春の雪                                                                                      |
| 2005年 | 男たちの大和                                                                                |
| 2006年 | 陽気なギャングが地球を回す                                                                  |
| 2006年 | 日本沈没                                                                                    |
| 2007年 | エクステ                                                                                    |
| 2007年 | 転校生 -さよなら あなた-                                                                    |
| 2007年 | 電影版 獣拳戦隊ゲキレンジャー ネイネイ!ホウホウ!香港大決戦                                  |
| 2007年 | サイドカーに犬                                                                              |
| 2007年 | 22才の別れ Lycoris 葉見ず花見ず物語                                                         |
| 2007年 | バブルへGO!! タイムマシンはドラム式                                                         |
| 2007年 | HERO                                                                                        |
| 2007年 | 西遊記                                                                                      |
| 2007年 | エクスクロス 魔境伝説                                                                       |
| 2007年 | ちーちゃんは悠久の向こう                                                                    |
| 2008年 | 受験のシンデレラ                                                                            |
| 2008年 | うた魂♪                                                                                     |
| 2008年 | ブタがいた教室                                                                              |
| 2008年 | 私は貝になりたい                                                                            |
| 2008年 | 容疑者Xの献身                                                                               |
| 2008年 | 小森生活向上委員会                                                                          |
| 2008年 | 隠し砦の三悪人 THE LAST PRINCESS                                                            |
| 2008年 | おろち                                                                                      |
| 2008年 | ザ・マジックアワー                                                                          |
| 2009年 | いけちゃんとぼく                                                                            |
| 2009年 | ごくせん THE MOVIE                                                                          |
| 2009年 | アマルフィ 女神の報酬                                                                       |
| 2009年 | キラー・ヴァージンロード                                                                    |
| 2009年 | TAJOMARU                                                                                    |
| 2009年 | カイジ 人生逆転ゲーム                                                                       |
| 2009年 | ウルルの森の物語                                                                            |
| 2009年 | のだめカンタービレ 最終楽章 前編                                                            |
| 2010年 | 書道ガールズ!! わたしたちの甲子園                                                           |
| 2010年 | 劇場版TRICK 霊能力者バトルロイヤル                                                          |
| 2010年 | のだめカンタービレ 最終楽章 後編                                                            |
| 2010年 | 仮面ライダーW FOREVER AtoZ/運命のガイアメモリ                                               |
| 2010年 | 君に届け                                                                                    |
| 2011年 | 太平洋の奇跡 -フォックスと呼ばれた男-                                                       |
| 2011年 | 八日目の蝉                                                                                  |
| 2011年 | もし高校野球の女子マネージャーがドラッカーの『マネジメント』を読んだら                      |
| 2011年 | アンダルシア 女神の報復                                                                     |
| 2011年 | こちら葛飾区亀有公園前派出所 THE MOVIE 〜勝どき橋を封鎖せよ!〜                              |
| 2011年 | ステキな金縛り                                                                              |
| 2012年 | ウルトラマンサーガ                                                                          |
| 2012年 | 劇場版 SPEC〜天〜                                                                           |
| 2012年 | エイトレンジャー                                                                            |
| 2012年 | ひみつのアッコちゃん                                                                        |
| 2012年 | 鍵泥棒のメソッド                                                                            |
| 2012年 | のぼうの城                                                                                  |
| 2012年 | 任侠ヘルパー                                                                                |
| 2012年 | 仮面ライダー×仮面ライダー ウィザード&フォーゼ MOVIE大戦アルティメイタム                     |
| 2013年 | 脳男                                                                                        |
| 2013年 | 恋する歯車                                                                                  |
| 2013年 | プラチナデータ                                                                              |
| 2013年 | 図書館戦争                                                                                  |
| 2013年 | 探偵はBARにいる2 ススキノ大交差点                                                           |
| 2013年 | 中学生円山                                                                                  |
| 2013年 | 100回泣くこと                                                                               |
| 2013年 | NMB48 げいにん!THE MOVIE お笑い青春ガールズ!                                                |
| 2013年 | 清須会議                                                                                    |
| 2013年 | 劇場版 仮面ライダーウィザード in Magic Land                                                 |
| 2013年 | ガッチャマン                                                                                |
| 2013年 | 劇場版 SPEC〜結〜 爻ノ篇                                                                    |
| 2013年 | 仮面ライダー×仮面ライダー 鎧武&ウィザード 天下分け目の戦国MOVIE大合戦                       |
| 2014年 | 魔女の宅急便                                                                                |
| 2014年 | 偉大なる、しゅららぼん                                                                      |
| 2014年 | 平成ライダー対昭和ライダー 仮面ライダー大戦 feat.スーパー戦隊                               |
| 2014年 | L・DK                                                                                       |
| 2014年 | クローズEXPLODE                                                                             |
| 2014年 | 万能鑑定士Q -モナ・リザの瞳-                                                                |
| 2014年 | 呪怨 終わりの始まり                                                                         |
| 2014年 | 劇場版 仮面ライダー鎧武 サッカー大決戦!黄金の果実争奪杯!                                    |
| 2014年 | 蜩ノ記                                                                                      |
| 2015年 | ST 赤と白の捜査ファイル                                                                     |
| 2015年 | ジョーカー・ゲーム                                                                          |
| 2015年 | 呪怨 ザ・ファイナル                                                                         |
| 2015年 | 進撃の巨人 ATTACK ON TITAN                                                                  |
| 2015年 | この国の空                                                                                  |
| 2015年 | 進撃の巨人 ATTACK ON TITAN エンド オブ ザ ワールド                                          |
| 2015年 | バクマン。                                                                                  |
| 2015年 | 図書館戦争 THE LAST MISSION                                                                 |
| 2015年 | ギャラクシー街道                                                                            |
| 2015年 | サクラ花 桜花最期の特攻                                                                     |
| 2015年 | グラスホッパー                                                                              |
| 2015年 | 杉原千畝 スギハラチウネ                                                                     |
| 2016年 | 俳優 亀岡拓次                                                                               |
| 2016年 | 女が眠る時                                                                                  |
| 2016年 | スキャナー 記憶のカケラをよむ男                                                             |
| 2016年 | 殿、利息でござる!                                                                           |
| 2016年 | 高台家の人々                                                                                |
| 2016年 | 雨女                                                                                        |
| 2016年 | 夏美のホタル                                                                                |
| 2016年 | TOO YOUNG TO DIE! 若くして死ぬ                                                              |
| 2016年 | セトウツミ                                                                                  |
| 2016年 | 劇場版 仮面ライダーゴースト 100の眼魂とゴースト運命の瞬間                                   |
| 2016年 | 青空エール                                                                                  |
| 2016年 | 真田十勇士                                                                                  |
| 2016年 | 彼岸島 デラックス                                                                           |
| 2016年 | デスノート Light up the NEW world                                                           |
| 2016年 | イタズラなKiss THE MOVIE Part1 ハイスクール編                                               |
| 2016年 | 仮面ライダー平成ジェネレーションズ Dr.パックマン対エグゼイド&ゴーストwithレジェンドライダー |
| 2017年 | こどもつかい                                                                                |
| 2017年 | ちょっと今から仕事やめてくる                                                                |
| 2018年 | 仮面ライダーアマゾンズ THE MOVIE 最後ノ審判                                                 |
| 2019年 | 騎士竜戦隊リュウソウジャー THE MOVIE タイムスリップ!恐竜パニック!!                          |
| 2020年 | カイジ ファイナルゲーム                                                                     |
| 2020年 | 劇場版 ウルトラマンタイガ ニュージェネクライマックス                                        |
| 2020年 | 星の子                                                                                      |
| 2020年 | 大綱引の恋                                                                                  |
| 2020年 | 滑走路                                                                                      |
| 2020年 | 劇場版 仮面ライダーゼロワン REAL×TIME                                                       |
| 2020年 | 劇場短編 仮面ライダーセイバー 不死鳥の剣士と破滅の本                                        |
| 2021年 | 魔進戦隊キラメイジャー THE MOVIE ビー・バップ・ドリーム                                     |
| 2021年 | ブレイブ -群青戦記-                                                                         |
| 2021年 | きまじめ楽隊のぼんやり戦争                                                                  |
| 2021年 | セイバー+ゼンカイジャー スーパーヒーロー戦記                                                |
| 2021年 | そして、バトンは渡された                                                                    |
| 2021年 | 浜の朝日の嘘つきどもと                                                                      |
| 2021年 | 189                                                                                         |
| 2022年 | はい、泳げません                                                                            |
| 2022年 | 光復                                                                                        |
| 2022年 | 恋は光                                                                                      |
| 2022年 | バスカヴィル家の犬 シャーロック劇場版                                                       |
| 2022年 | TELL ME ～hideと見た景色～                                                                  |
| 2022年 | グッバイ・クルエル・ワールド                                                                |
| 2022年 | 沈黙のパレード                                                                              |
| 2022年 | マイ・ブロークン・マリコ                                                                    |
| 2022年 | 七人の秘書 THE MOVIE                                                                        |
| 2023年 | 仕掛人・藤枝梅安                                                                            |
| 2023年 | シン・仮面ライダー                                                                          |
| 2023年 | 暴太郎戦隊ドンブラザーズVSゼンカイジャー                                                    |
| 2023年 | 湖の女たち                                                                                  |
| 2023年 | 夜が明けたら、いちばんに君に会いにいく                                                      |
| 2023年 | リボルバー・リリー                                                                          |
| 2023年 | 法廷遊戯                                                                                    |
| 2023年 | 仮面ライダー THE WINTER MOVIE ガッチャード&ギーツ 最強ケミー★ガッチャ大作戦                 |
| 2024年 | マイホームヒーロー                                                                          |
| 2024年 | PLAY!〜勝つとか負けるとかは、どーでもよくて〜                                               |
| 2024年 | 機動戦士ガンダムSEED FREEDOM                                                                |
| 2024年 | 君と世界が終わる日に FINAL                                                                  |
| 2024年 | 帰ってきた あぶない刑事                                                                     |
| 2024年 | 鬼平犯科帳 血闘                                                                             |
| 2024年 | 朽ちないサクラ                                                                              |
| 2024年 | 新米記者トロッ子 私がやらねば誰がやる!                                                      |
| 2024年 | スオミの話をしよう                                                                          |
| 2024年 | 劇場版 ACMA:GAME 最後の鍵                                                                   |
| 2024年 | 劇場版ドクターX FINAL                                                                       |
| 2025年 | お嬢と番犬くん                                                                              |
| 2025年 | 花まんま                                                                                    |

### テレビ番組
- 2001年
  - 「仮面ライダーアギト」
- 2002年
  - 「仮面ライダー龍騎」
- 2003年
  - 「仮面ライダー555」
  - 「忍風戦隊ハリケンジャー」
- 2004年
  - 「仮面ライダー剣」
- 2005年
  - 「仮面ライダー響鬼」
  - 「魔法戦隊マジレンジャー」
- 2009年
  - 「RESCUE〜特別高度救助隊」
  - 「黒部の太陽」
  - 「ふたつのスピカ」
  - 「サムライハイスクール」
- 2010年
  - 「救命病棟24時」第4シリーズ(2010年スペシャル)
  - 「左目探偵EYE」
  - 「刑事・鳴沢了〜東京テロ、史上最悪の24時間〜」
  - 「崖っぷちのエリー 〜この世でいちばん大事な「カネ」の話〜」
  - 「仮面ライダーオーズ」
- 2011年
  - 「風の少年〜尾崎豊 永遠の伝説〜」
  - 「回廊亭殺人事件」
  - 「犬の消えた日」
  - 「仮面ライダーフォーゼ」
  - 「ランナウェイ〜愛する君のために」
- 2012年
  - 「SPEC〜翔〜」
  - 「ネプチューンの超体験!タイムワープ旅行社〜時間旅行で江戸時代へ〜」
  - 「黄昏流星群〜星降るホテル〜」
  - 「非公認戦隊アキバレンジャー」
  - 「東野圭吾ミステリーズ」
  - 「つるかめ助産院〜南の島から〜」
  - 「THE QUIZ」
  - 「幸せの時間」(第39話)
  - 「火災調査官・紅蓮次郎」(第13作)
  - 「仮面ライダーウィザード」
  - 「ポプラの秋」
  - 「法医学教室の事件ファイル」(第35作)
  - 「緑川警部シリーズ」(第4作『緑川警部 VS 33分の勇気』)
  - 「悪女たちのメス」(第2話)
  - 「リアル脱出ゲームTV」
- 2013年
  - 「ハンチョウ〜警視庁安積班〜」(シリーズ6 第1話)
  - 「モメる門には福きたる」
  - 「So long !」
  - 「堂場瞬一サスペンス 逸脱/捜査一課・澤村慶司」
  - 「リバース〜警視庁捜査一課チームZ〜」
  - 「事件屋稼業」
  - 「ソドムの林檎〜ロトを殺した娘たち」
  - 「ガリレオXX 内海薫 最後の事件 愚弄ぶ」
  - 「幸せになる3つの買い物」
  - 「激流〜私を憶えていますか？〜」
  - 「ショムニ2013」
  - 「仮面ライダー鎧武/ガイム」
  - 「リアル脱出ゲームTV Sky High」
  - 「十津川警部シリーズ」(第50作『消えたタンカー』)
  - 「神様のベレー帽〜手塚治虫のブラック・ジャック創作秘話〜」
  - 「オリンピックの身代金～1964年・夏～」
  - 「マッチング・ラブ」
- 2014年
  - 「リアル脱出ゲームTV X game」
  - 「事件屋稼業2」
  - 「堂場瞬一サスペンス 執着/捜査一課・澤村慶司2」
  - 「Dr.DMAT」
  - 「鼠、江戸を疾る」
  - 「プラトニック」
  - 「私という運命について」
  - 「お家さん」
  - 「仮面ライダードライブ」
  - 「リアル脱出ゲームTV (連続ドラマシリーズ)」
  - 「ラスト・ドクター〜監察医アキタの検死報告〜」
  - 「ST 赤と白の捜査ファイル」
  - 「変身」
  - 「女はそれを許さない」
- 2015年
  - 「永遠の0」
  - 「ラギッド!」
  - 「不便な便利屋」
  - 「永遠のぼくら sea side blue」
  - 「仮面ライダーゴースト」
  - 「ある日、アヒルバス」
  - 「アカギ」
  - 「デザイナーベイビー -速水刑事、産休前の難事件-」
  - 「SICKS〜みんながみんな、何かの病気〜」
- 2016年
  - 「女性作家ミステリーズ 美しき三つの嘘」
  - 「きんぴか」
  - 「クロスロード」
  - 「カッコウの卵は誰のもの」
  - 「仮面ライダーアマゾンズ」
  - 「グーグーだって猫である」(第2シリーズ)
  - 「希望ヶ丘の人びと」
  - 「時をかける少女」
  - 「弱虫ペダル」
  - 「巨悪は眠らせない 特捜検事の逆襲」
  - 「氷の轍」
- 2023年
  - 「仮面ライダーガッチャード」
- 2024年
  - 「爆上戦隊ブンブンジャー」
  - 「GTOリバイバル」
  - 「新宿野戦病院」

### オリジナルビデオ
- 2001-2004年「修羅のみち」

## クレジットタイトルでの参加作品

### 映画（クレジット）
- 2008年
  - 「花の生涯〜梅蘭芳〜」
- 2009年
  - 「浪漫者たち」
  - 「真幸くあらば」
  - 「罪とか罰とか」
  - 「旭山動物園物語 ペンギンが空をとぶ」
  - 「愛のむきだし」
  - 「MW」
  - 「ヤッターマン」
  - 「ホノカアボーイ」
  - 「おっぱいバレー」
  - 「60歳のラブレター」
  - 「エヴァンゲリヲン新劇場版:破」
  - 「劇場版ヤッターマン 新ヤッターメカ大集合! オモチャの国で大決戦だコロン!」
  - 「風が強く吹いている」
  - 「サイドウェイズ」
  - 「僕らのワンダフルデイズ」
  - 「なくもんか」
  - 「ブラック会社に勤めてるんだが、もう俺は限界かもしれない」
  - 「スノープリンス 禁じられた恋のメロディ」
- 2010年
  - 「パレード」
  - 「食堂かたつむり」
  - 「スイートリトルライズ」
  - 「カケラ」
  - 「矢島美容室 THE MOVIE 〜夢をつかまネバダ〜」
  - 「座頭市 THE LAST」
  - 「FLOWERS -フラワーズ-」
  - 「借りぐらしのアリエッティ」
  - 「恋するナポリタン 〜世界で一番おいしい愛され方〜」
  - 「行きずりの街」
- 2011年
  - 「僕と妻の1778の物語」
  - 「白夜行」
  - 「GANTZ」
  - 「ランウェイ☆ビート」
  - 「ほしのふるまち」
  - 「軽蔑」
  - 「パラダイス・キス」
  - 「大鹿村騒動記」
  - 「コクリコ坂から」
  - 「ロック 〜わんこの島〜」
  - 「アンフェア the answer」
  - 「天国からのエール」
  - 「夜明けの街で」
  - 「スマグラー -お前の未来を運べ-」
  - 「源氏物語 千年の謎」
  - 「ヒミズ」
- 2012年
  - 「ももへの手紙」
  - 「ホタルノヒカリ」
  - 「闇金ウシジマくん」
  - 「天地明察」
  - 「ツナグ」
  - 「私の奴隷になりなさい」
  - 「エヴァンゲリヲン新劇場版:Q」
  - 「妖怪人間ベム」
- 2013年
  - 「ストロベリーナイト」
  - 「箱入り息子の恋」
  - 「謎解きはディナーのあとで」
  - 「謝罪の王様」
  - 「人類資金」
  - 「くじけないで」
- 2014年
  - 「闇金ウシジマくん Part2」
  - 「オー!ファーザー」
  - 「思い出のマーニー」
  - 「るろうに剣心 京都大火編」
  - 「TOKYO TRIBE」
  - 「イン・ザ・ヒーロー」
  - 「るろうに剣心 伝説の最期編」
  - 「最後の命」
- 2015年
  - 「忘れないと誓ったぼくがいた」
  - 「予告犯」
  - 「At Home アットホーム」

### テレビドラマ
- 2012年
  - 「だましゑ歌麿Ⅱ」
- 2013年
  - 「だましゑ歌麿Ⅲ」
- 2014年
  - 「花嫁のれん」
  - 「珈琲屋の人々」
  - 「だましゑ歌麿IV」
- 2021年
  - 「ハコヅメ〜たたかう！交番女子〜」